# Que sera, sera (Whatever Will Be, Will Be)
Pour les articles homonymes, voir Que sera sera.
Cet article concerne la chanson américaine. Pour la chanson italienne, voir Che sarà. Pour la chanson "Que serà mi vida", voir Gibson Brothers.
Que sera, sera (Whatever Will Be, Will Be) est une chanson populaire, écrite par Jay Livingston et Ray Evans, interprétée par Doris Day et diffusée pour la première fois en 1956.

## Genèse
La chanson a été écrite par Livingston et Evans à la demande expresse de Alfred Hitchcock pour son film L'Homme qui en savait trop, sorti en 1956.
Rendue célèbre par son utilisation dans l'intrigue, la chanson est interprétée à deux reprises par Doris Day, qui joue aux côtés de James Stewart :
- dans une première séquence à connotation insouciante, dans l'hôtel, à Marrakech, en présence de l'espion français Louis Bernard et du docteur McKenna, son épouse et leur fils se livrent à une courte répétition des premiers couplets de la chanson ;
- après la tentative d'assassinat contre un Premier ministre étranger en voyage à Londres, lors du concert au Royal Albert Hall, le couple, qui n'a toujours pas retrouvé son fils, est convié à une petite soirée à l'ambassade d'un pays de l'Est non nommé, où l'enfant est justement retenu secrètement prisonnier. En présence du Premier ministre britannique et de divers représentants officiels du pays qui avaient commandité son assassinat, la chanteuse est conviée à interpréter au piano sa chanson fétiche. Dans un étage supérieur de l'ambassade, la geôlière de l'enfant, prise de remords et qui craint pour la sécurité de celui-ci, le convainc de siffler quelques notes de la chanson, qui sont entendues depuis le salon de réception, ce qui accélère un dénouement heureux.

## Distinction
La chanson a été récompensée de l'Oscar de la meilleure chanson originale en 1956 sous le titre alternatif Whatever Will Be, Will Be (Que Sera, Sera) représentant le troisième Oscar pour Livingston et Evans.

## Traduction du titre
Si le titre original est en espagnol, les traductions les plus adaptées reprenant le ton léger des paroles de la chanson sont :
- « Ce qui doit arriver, arrivera »
- « Ce qui doit être, sera » (citation d'Eschyle).

Il s'agit de l'expression : « Advienne que pourra ». Cette expression désigne que la décision est prise, l'action est lancée, peu importe ce qu'il se passe ensuite. Cette expression est issue du proverbe « fais ce que tu dois, advienne que pourra » lui-même issu de la formule latine « alea jacta est » qui signifie « les dés sont jetés »

## Reprises et références
- La chanson a été reprise par le groupe Pink Martini. Cette version est notamment présente dans la bande son du film d'animation Mary et Max, réalisé en 2009 par l'Australien Adam Elliot.
- Une version plus librement inspirée a été produite par Wax Tailor sous le titre Que será dans un EP de 2004, repris dans l'album Tales of the Forgotten Melodies de 2005.
- Une adaptation française a été créée dans les années 1950. Claude Goaty, Jacqueline François, Line Renaud, Luis Mariano et François Deguelt l'ont chantée, et elle a été reprise bien plus tard par Mike Brant (en 1974), puis par Dorothée (en 1987).
- Le film Mes voisins les Yamada contient également une version japonaise de la chanson.
- En 1956, « Que Sera Sera » était le nom donné au Douglas C-47 Skytrain de l'US Navy qui fut le premier avion à atterrir au Pôle Sud le 31 octobre 1956 (Opération Deep Freeze II).
- Elle est enregistrée par Mary Hopkin pour son cinquième single.
- La chanson a été reprise en 1973, par le groupe Sly and the Family Stone sur l'album Fresh.
- Dans le film Fatal Games de Michael Lehmann, la version de Syd Straw peut être entendue dans la scène d'ouverture et celle du groupe Sly and the Family Stone pendant le générique de fin. Dans Heathers, l'adaptation en série télévisée du film, la version du groupe Pink Martini est entendue dans la scène d'ouverture du premier épisode.
- Elle est également chantée, dans un épisode des Simpson (S06E14) par Ned Flanders lorsque celui-ci se fait mettre à la porte de son propre abri nucléaire alors qu'une météorite est sur le point de frapper la ville de Springfield.
- La chanson apparaît aussi dans l'épisode 10 de la saison 5 de Ma famille d'abord, intitulé « Un mariage presque parfait ». Elle est interprétée à deux reprises par Tisha Campbell-Martin (Janet Kyle) pour le mariage de son fils Junior et de sa fiancée Vanessa.
- Elle est également utilisée dans un épisode de Dead Like Me.
- Elle apparaît dans un film de Jane Campion In the Cut.
- Elle apparaît à la fin de l'épisode 4 de la saison 4 de Beverly Hills 90210.
- La chanson est au générique de fin du film Le Père de mes enfants de Mia Hansen-Løve, réalisé en 2009.
- Elle est aussi entendue dans les vidéos de bande-annonce de la deuxième saison de la série American Horror Story.
- Elle a été reprise par la chanteuse Arielle Dombasle dans son album C'est si bon, sorti en 2006.
- La chanteuse Bria Skonberg l'a enregistrée pour son album Bria, sorti en septembre 2016.
- La chanson est reprise par Dorothée, cette chanson apparaît dans son album « L’Essentiel » sorti en 2016.
- Elle est utilisée dans le troisième épisode de la série Scream Queens.
- Elle a été utilisée dans le dernier épisode de la série Bates Motel.
- Une reprise de la chanson est réalisée par Marcus Miller et Selah Sue en 2018.
- Elle est aussi utilisée pour une publicité sur le futur de la technologie par la marque Samsung en février 2019.
- Le thème de la chanson a été utilisé par les fans et supporteurs du Liverpool FC pour l'un de leurs chants en l'honneur de Steven Gerrard, joueur emblématique du club: "Steve Gerrard, Gerrard, He'll pass the ball forty yards, He's big and he's fuckin' hard, Steve Gerrard, Gerrard" [1].
- La chanson est reprise dans le 8e épisode de la saison 3 de The Handmaid's Tale (La Servante écarlate), intitulé, Inapte (Unfit).
- Le titre de la chanson est repris pour celui de la troisième partie de l'épisode Mish-Mash Blues de Cowboy Bebop.
- Dans l'épisode Pas de larmes pour un meurtre (au Québéc : Que sera sera ; titre original There's No Crying In Murder) dans la saison 1 de la série Why Women Kill, April chante Que sera sera pour son audition à l'ouverture de l'épisode.
- En 2022, la version du groupe the Pixies devient le générique de la série From.
- En 2024, la chanson apparaît à la fin du dernier épisode de la saison 2 de la Primera Vez.